# 戏梦巴黎
《戏梦巴黎》（英語：The Dreamers）是2003年上映的法国电影，由貝納多·貝托魯奇执导，以少男少女的情感为主题。剧本由吉爾伯特·亞代爾根據他自己的小说《The Holy Innocents》基础上改编。
《戏梦巴黎》讲述一位美国大学生，在巴黎期间遇到一对酷爱电影的姐弟，结识，进而陷入肉体和情感纠葛的故事。故事背景是1968年发生在巴黎的学生运动。电影中主人公模仿电影片段的情节，提到了多部古典好莱坞电影和法國新浪潮电影。
影片因为含有裸露和色情内容，在美国得到了NC-17的评级。

## 剧情
马修是一名年轻的美国交换生，来到巴黎学习法语。虽然他已经在巴黎待了几个月，但还是没有交到朋友。作为一个电影迷，他大部分时间呆在法语电影中心，并意外地和一对孪生姐弟，伊莎贝尔和里奥，成为了朋友。
学运开始后，大学放假。马修来到了他们的家中，三个人过起了近乎与世隔绝的生活，沉浸在电影与爱的世界里。但最终，田园生活被摧毁，他们被迫面对现实。

## 演員
- 迈克尔·皮特 饰演 马修（Matthew）
- 伊娃·格林 饰演 伊莎贝尔（Isabelle）
- 路易·卡黑 饰演 里奥（Théo）
- 安娜·錢塞勒（英语：Anna Chancellor） 飾演 母親
- 羅賓·雷努奇（英语：Robin Renucci） 飾演 父親
- 讓-皮埃爾·卡風（英语：Jean-Pierre Kalfon） 飾演 他自己
- 讓-皮埃爾·里奧 飾演 他自己
- Florian Cadiou 飾演 Patrick
- Pierre Hancisse 飾演 First buff
- Valentin Merlet 飾演 Second buff
- Lola Peploe 飾演 The Usherette
- Ingy Fillion 飾演 Théo的女朋友
- Aleksandra Kacprzak 飾演 Student May 1968（未掛名）
- 讓-保羅·貝爾蒙多 飾演 他自己（未掛名）
- 翁黑·隆格瓦（英语：Henri Langlois） 飾演 他自己（未掛名）
- 法蘭索瓦·杜魯福 飾演 他自己（未掛名）

## 花絮

### 编剧
剧本的第一稿是编剧吉爾伯特·亞代爾在他自己小说《The Holy Innocents》基础上改编的。在拍摄前，貝納多·貝托魯奇做出了一些修改：“从他喜欢的电影中挑选了一些片段穿插在故事里”；减少了同性恋的成分（包括小说中马修和里奥做爱的情节，他个人认为“太過火”）。电影公映后，他自己说“忠于原作但不拘泥于原作”。

### 演员
伊娃·格蓮在接受卫报采访时说，“我的经纪人和我的父母不希望我接受伊莎贝尔这个角色，戏中太多的正面裸体和性爱场面，可能使得我的演员生涯重走瑪莉亞·施奈德的老路。」

### 评价
福克斯探照灯影业在2004年在美国一家限制级影院播映了完整版本。影片上映期间最多有116家剧院播映。在美国，这部影片被戏剧性地评级为NC-17 ，在意大利为VM14。即使得到NC-17的评级，这部电影在美国还是收获了250万美元的票房，对于一部有特定受众的专业化电影，这个成绩依然不错。

## 配乐
1. "Third Stone from the Sun" – 吉米·亨德里克斯
2. "Hey Joe" (cover version) – Michael Pitt & The Twins of Evil
3. "Quatre Cents Coups" （来自电影 "四百击"） – Jean Constantin
4. "New York Herald Tribune" （来自电影 斷了氣） – Martial Solal
5. "Love Me Please Love Me" – Michel Polnareff
6. "La Mer (song)|La Mer" – Charles Trenet
7. "Sailor (album)#Track listing Song For Our Ancestors" – Steve Miller Band
8. "The Spy" – 門戶樂團
9. "Tous Les Garçons et Les Filles" – 馮絲華·哈蒂
10. "Ferdinand" (from Antoine Duhamel's score of "Pierrot le fou|Pierrot Le Fou")
11. "Dark Star (song)|Dark Star" (special band edit) – The Grateful Dead
12. "Non, Je Ne Regrette Rien" – Edith Piaf
13. "Queen Jane approximately" – Bob Dylan